# Harem imperial otomà
L'harem imperial (Harem-i Hümâyûn) de l'Imperi Otomà era l'harem del sultà otomà, format per les esposes, serventes esclaves i eunucs, familiars femenines i concubines del sultà, que ocupava una part aïllada del palau imperial otomà. Aquesta institució va desenvolupar una funció social important dins de la cort otomana i va exercir una autoritat política considerable en els assumptes otomans, especialment durant el llarg període conegut com el Sultanat de les dones (1533 - 1656). Diversos historiadors afirmen que el sultà va ser pressionat pels membres de l'harem de diferents orígens ètnics o religiosos per influir a la geografia de les guerres de conquesta otomanes. L'autoritat més gran era la Valide Sultan, mare del sultà regnant, en absència d'aquesta la que governava era la Haseki Sultan (la consort principal del sultà).

Una Cariye o concubina imperial, il·lustració de finals del segle XIX

El Kizlar Agha (també conegut com el "Cap Eunuc Negre" a causa de l'origen nilòtic de la majoria dels aghas) era el cap dels eunucs responsables de guardar l'harem Imperial i, en absència d'una Valide Sultan o una Haseki Sultan, s'encarregaven de dirigir l'harem.

## Etimologia
La paraula harem deriva de l'àrab harim o haram que fa referència tant al sagrat com al prohibit. Les estances femenines de les llars turques s'anomenaven haremlik, a part del senyor de la casa, els únics homes que podien accedir eren els parents més propers.

## L'harem com a institució social i política
A mesura que el sultà es va tornar cada cop més sedentari al palau, els membres de la seva família, prèviament dispersos entre les capitals de província, finalment van ser rellevats de les seves funcions públiques i es van reunir a la capital imperial. Des de finals del segle XVI, excepte el mateix sultà, cap membre de la família reial, home o dona, va abandonar la capital. Tant els nens com les mares eren ocupants permanents del món interior del palau. L'harem era l'últim símbol del poder del sultà. La seva tinença de dones, majoritàriament esclaves, era un signe de riquesa i de poder. La institució es va introduir a la societat turca amb l'adopció de l'Islam, sota la influència del Califat àrab, que els otomans van emular. Per assegurar l'obediència de les dones, moltes d'elles van ser comprades i mantingudes com a esclaves. No obstant això, no tots els membres de l'harem eren esclaus. Les principals esposes, especialment les que es casaven per consolidar aliances personals i dinàstiques, eren dones lliures. Tot i que des del segle XVI aquesta va ser l'excepció, no la regla. La relació entre la esclavitud i la poligàmia a l'harem turc va continuar fins a l'any 1908, com a mínim.
L'harem imperial també va servir com una institució paral·lela a la casa dels servents homes del sultà. Les dones rebien una educació aproximadament proporcionada als patges masculins, i a final de les seves respectives formacions es casarien entre ells, ja que aquests últims es graduaven de l'escola de palau per ocupar alts llocs administratius a les províncies de l'imperi. Com a conseqüència, només una petita fracció de dones de l'harem realment tenia relacions sexuals amb el sultà, pel fet que la majoria estaven destinades a casar-se amb membres de la elit política otomana, o bé a continuar servint a la reina mare o les consorts del sultà. Aquesta família no es limitava al parentiu de sang, sinó que incloïa a tota la casa reial, formada en gran part per esclaus. Dins de l'harem, la mare del sultà i la seva concubina o concubines favorites van poder crear un suport addicional per elles o els seus fills, creant un pont entre el palau i el món exterior.

## Apartaments de l'harem
L'harem imperial ocupava una de les grans seccions dels apartaments privats del sultà al Palau de Topkapi, que abastava més de 400 habitacions i comptava amb els seus propis jardins tancats, banys i mesquites. L'harem imperial s'havia traslladat al Palau de Topkapi a principis de la dècada de 1530. Després de l'any 1853, l'harem va ocupar un sector igualment luxós en el nou Palau de Dolmabahçe.

### Paper de la Valide Sultan
La Valide Sultan, en català mare sultana o sultana mare, era el títol ostentat per la "mare legal" del sultà de l'Imperi Otomà.

Valide Pertevniyal Sultan

Era la dona més important i la més poderosa de l'imperi, l'encarregada de l'harem del sultà que sovint participava en assumptes polítics.
Leslie Peirce, especialista en l'estructura de la dinastia otomana, afirma que entre els regnats de Solimà el Magnífic i Murad III van esdevenir importants canvis institucionals en el sistema dinàstic otomà, el resultat dels quals va ser la consolidació de l'autoritat de la Valide Sultan, la mare del sultà regnant. L'anomenada autora anomena aquest succés com "The Age of Queen Mother" i el col·loca en un període que abasta entre els anys 1566 i 1656, en el qual van existir valide sultanes molt diferents en el govern de l'imperi. Per entendre millor com es va arribar a la institucionalització de l'autoritat de la Sultana Reina i comprendre la influència de les dones poderoses de la família reial, és essencial fer referència a les característiques bàsiques de l'evolució de la política reproductiva de la dinastia otomana. La primera i una de les més destacades Valide va ser la mare de Murad III, Nurbanu Sultan, qui tenir un gran poder i influència, tant sobre el seu fill com a la cort otomana, establint les bases de poder d'una Reina Mare.
Nurbanu Sultan va sobreviure al seu marit Selim II, qui va morir l'any 1574. Des d'aquell any fins a la seva mort, l'any 1583, Nurbanu va tenir molta influència sobre la política domèstica i internacional de l'imperi otomà donat que el seu fill Murat III sentia una gran devoció per la seva mare i depenia del seu consell. Per exemple, és molt coneguda la tendència pro-Venècia de Nurbanu. Ella era símbol de l'adveniment de l'època de la Valide Sultan com a membre més elevat de la dinastia després del mateix sultà. La Valide Sultan va exercir el seu poder polític com aliada del sultà, com la seva mentora i protectora. Peirce ha constatat les dimensions i els límits potencialment conflictius de la natura de la reina mare. Al sistema otomà, el gran visir era, després del sultà, la persona més poderosa de l'imperi. No obstant això, amb l'elevada preponderància de les xarxes de palau, diversos grans visirs van xocar en el procés d'aconseguir la voluntat règia amb les persones més pròximes al sultà, principalment amb la figura de la Valide Sultan i els seus lleials. Per tant, era convenient pels interessos de les Valide Sultan que s'escollís un gran visir del seu bàndol. El nomenament i la destitució d'un gran visir depenia institucionalment de la decisió del sultà, tot i que els factors no institucionals tenien una importància considerable.

### Paper de la Haseki Sultan
Les Hasekis eren les dones més properes al sultà, atorgat per primera vegada per Solimà el Magnífic a la seva esposa i consort principal Hürrem Sultan, les funcions de la Haseki eren molt semblants a les de la Valide Sultan, és per això que Safiye Sultan li va prohibir al seu fill nomenar una Haseki durant el seu regnat, perquè sabia que ambdós títols eren incompatibles pels problemes que ella havia tingut amb la seva sogra Nurbanu Sultan.
Al llarg de la duració del títol, les seves funcions van anar canviant i debilitant-se fins al punt de desaparèixer. Hürrem Sultan i Nurbanu Sultan van ser les úniques que van exercir aquest títol amb les seves funcions originals, exercir el paper de Valide Sultan sent la consort principal. A l'ascendir al tron Murat III, la seva consort Safiye Sultan va heretar el títol, però no va poder exercir les seves funcions perquè la Valide Sultan estava viva, amb la mort de la seva sogra tampoc va poder exercir el poder d'una Haseki, ja que Nurbanu Sultan va deixar estipulat que la seva jove exercís el mínim poder possible, però de totes maneres Safiye se'n va sortir. El regnat de Mehmet III no va comptar amb una Haseki Sultan. Ahmet I si va tenir una Haseki, Kösem Sultan, qui és coneguda com la sultana més poderosa, però no va exercir cap poder ni influència sent consort, doncs Ahmet I no va voler que governés l'harem, donant-li aquesta responsabilitat a Mustafà Agha, d'aquí endavant aquest títol va passar a ser un sinònim de consort, sense poder ni influència a la cort, fins al regnat d'Ibrahim I qui va atorgar aquest títol a totes les concubines que li havien donat un fill. El títol va ser emprat per última vegada durant el regnat d'Ahmet II amb la seva consort Haseki Rabi'a Sultan.

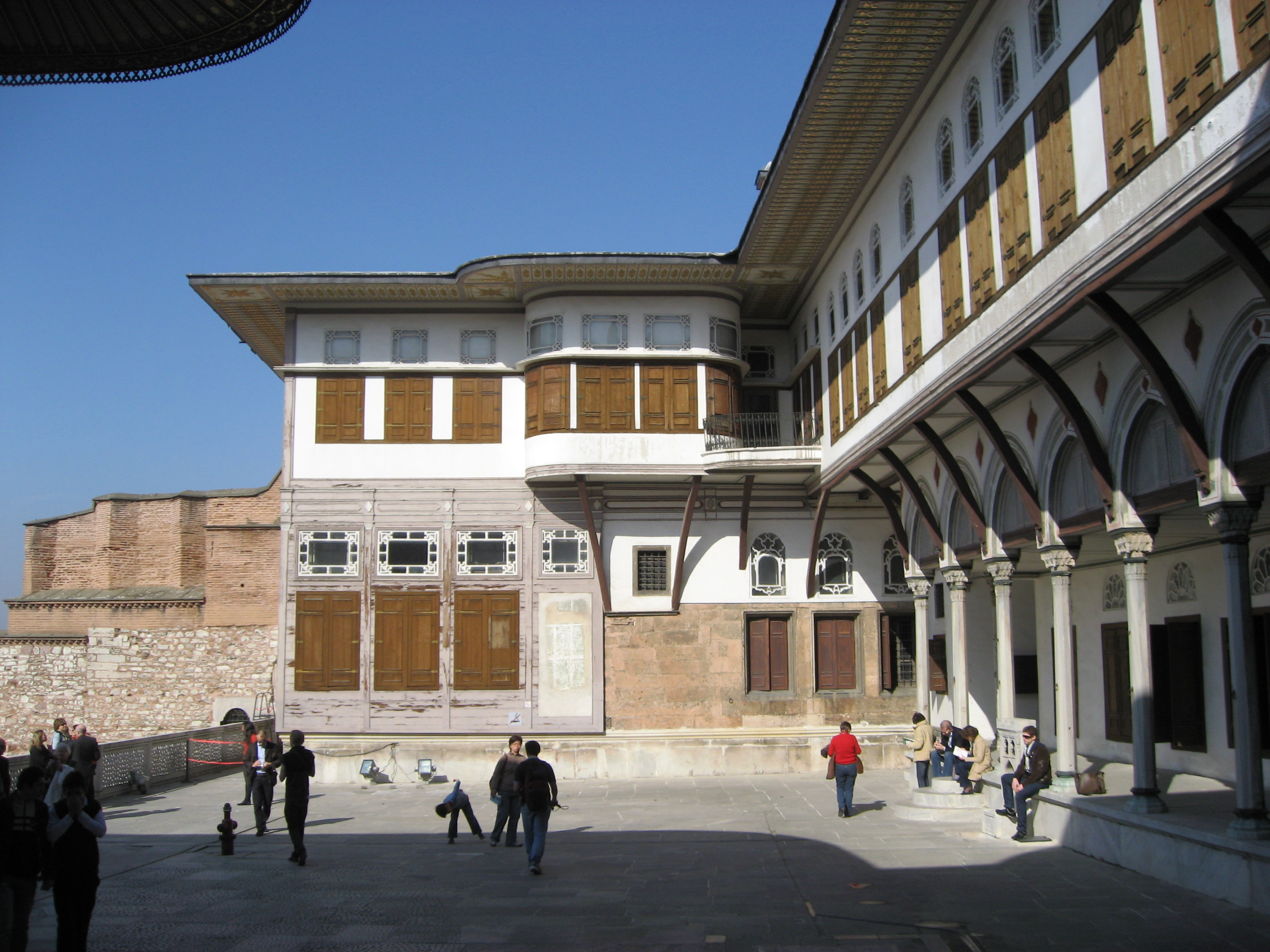
El pati de les favorites a l'harem del Palau de Topkapi

### Dames a la Cort
Per la perpetuació i el servei de la dinastia otomana, les esclaves belles i intel·ligents eren capturades durant la guerra, reclutades dins de l'imperi o adquirides als països veïns per convertir-se en dames de la cort imperial (Cariye).
Odalisca, és una paraula derivada del turc "oda", que significa cambra; així, odalisca significava una jove assistent de cambra, no era un terme sinònim de concubina sinó que assenyalava a les esclaves que actuaven com a serventes personals de les esposes, concubines i els seus fills; no obstant això, l'ús occidental del terme aviat va passar a fer referència específicament a la concubina de l'harem.
Les cariyes, que eren introduïdes a l'harem quan eren petites, eren educades en la disciplina del palau, sent promogudes segons les seves capacitats i convertides en kalfas i ustas.
Les odalisques i cariyes amb les quals el sultà compartia el seu llit podien arribar a esdevenir membres de la dinastia i ascendir al rang de Gözde (favorita), Ikbal (afortunada) o Kadin (dona/esposa). El lloc més alt era el de Valide Sultan, la mare del sultà regnant, esposa o concubina del pare del sultà que ascendia així al lloc suprem de l'harem. Cap dama de la cort podia sortir o entrar a les instal·lacions de l'harem sense el permís explícit de la Valide Sultan. El poder de la Valide Sultan sobre les concubines abastava fins i tot les qüestions de vida o mort, i els eunucs la informaven directament.
Les dames de la cort vivien als passadissos per sota dels apartaments de les consorts, la Valide Sultan i el Sultà, o en cambres separades. Les kadin o esposes, formaven part del grup que seguia en rang a la Valide Sultan. Per sota d'elles es trobaven les ikbal. Les últimes a l'escala de poder de l'harem eren les gözdes.
Durant els segles XVI i XVII, la consort principal del sultà va rebre el títol de Haseki Sultan o Sultana Consort. Aquest títol va superar als altres títols i rangs pels quals es coneixien a les consorts prominents dels sultans vins llavors (Hatun i Kadin). Quan el lloc de la Valide Sultan es trobava lliure per la mort d'aquesta, una Haseki podia assumir el rol de la Valide Sultan, tenint accés d'aquesta forma considerables recursos econòmics, esdevenir en la cap de l'harem imperial, assessorar el sultà en assumptes polítics i, fins i tot, tenir influència a la política exterior i en la política internacional. Aquest cas va succeir durant el període de Hürrem Sultan, que va arribar a tenir més poder que una Valide Sultan en casar-se amb Solimà El Magnífic, i va esdevenir Co-Valide-i Saide fins a la mort de la seva jove Hafsa Sultan.
Durant el segle que va seguir la mort de Solimà i Hürrem, les concubines que no eren les favorites del sultà esdevenien dones oblidades de l'harem. Les úniques concubines que són recordades són aquelles que van sortir a la llum pública per la qüestió de la successió. El seu estatus era inferior al de les concubines favorites. Tampoc eren identificades entre l'elit familiar de l'harem.
Tancades a l'harem, les dames de la cort, esposes i concubines només tenien contacte amb el món exterior a través d'intermediaris com els eunucs i les Kiras (dones de mercaders, generalment jueves, que venien articles de luxe a les dones de l'harem).

### Paper dels eunucs

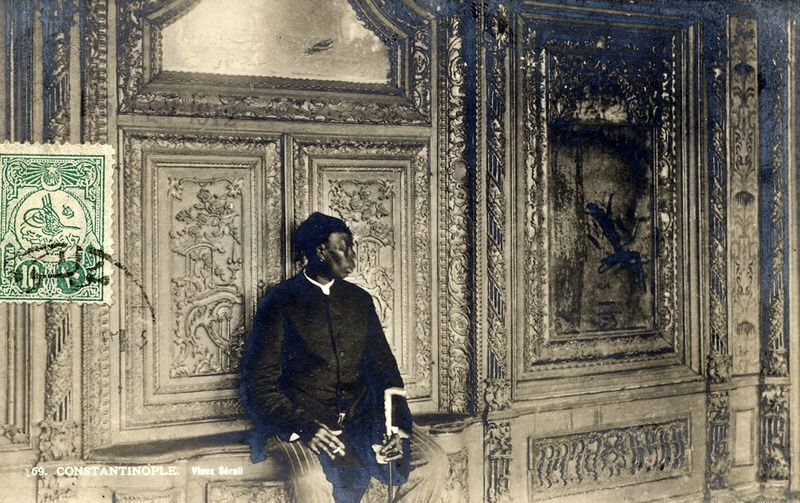
Cap Eunuc Negre de la cort otomana; fotografía de l'any 1912.

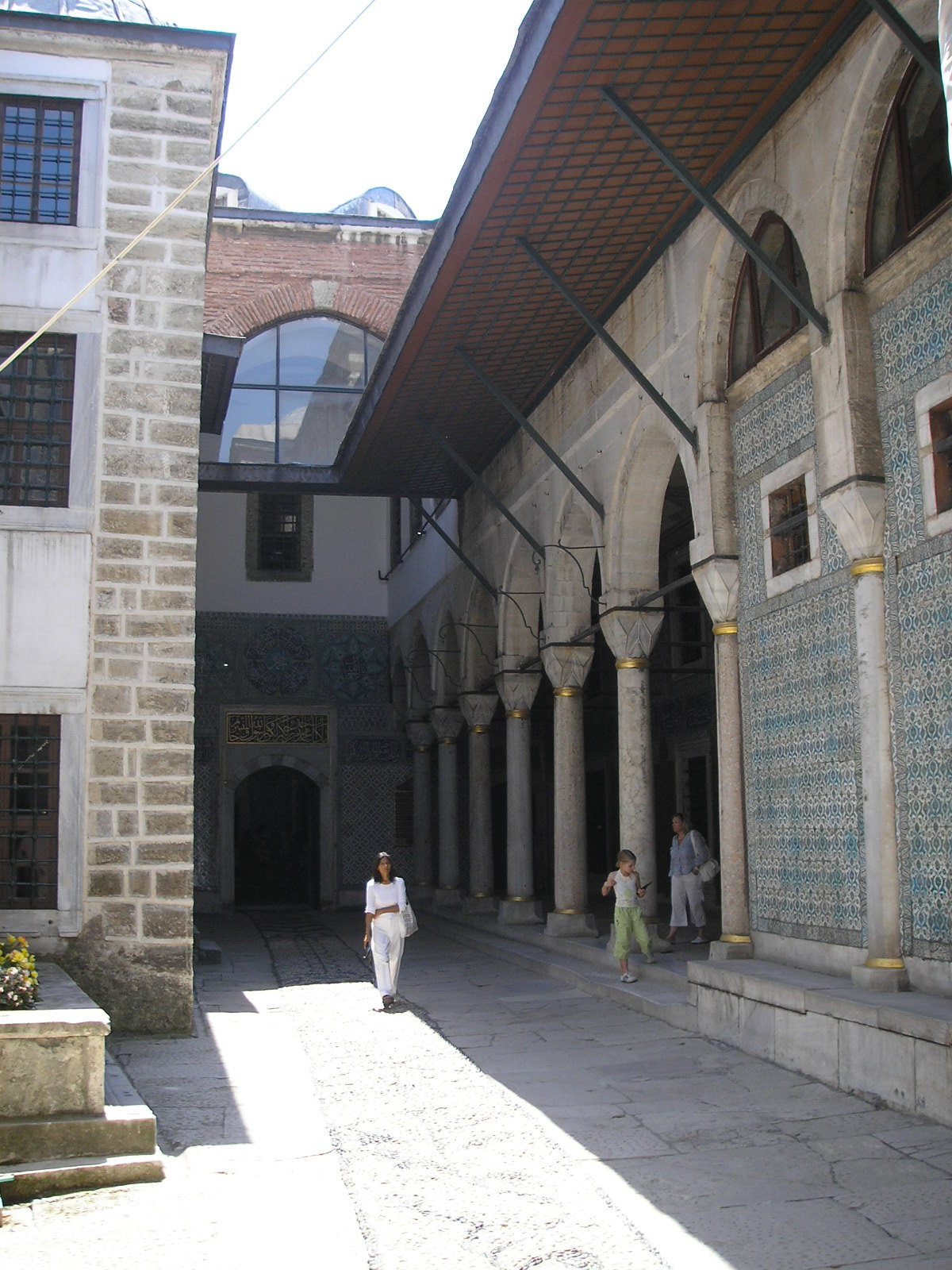
Pati dels Eunucs al Palau de Topkapi

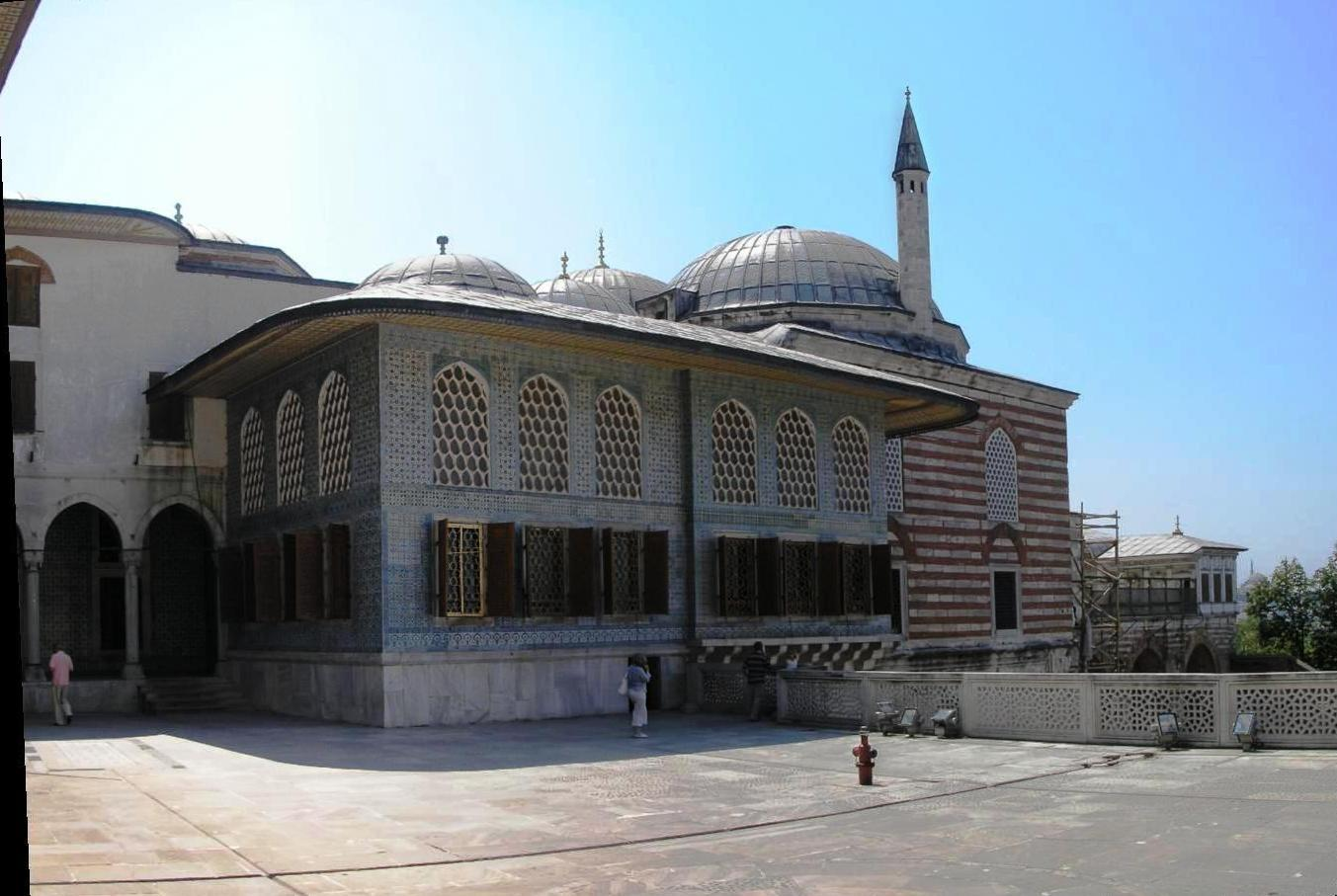
Els apartaments dels prínceps, també anomenats Altin kafes (literalment "La Gàvia"), formaven part de l'harem imperial otomà.

Al Palau de Topkapi, a la cort dels sultans otomans, el personal de l'harem incloïa eunucs. A principis del segle XVII, el cos d'eunucs de l'harem comptava entre 800 i 1200 eunucs. Aquesta va ser la quantitat més gran d'eunucs mai emprada a l'harem. Aquests eren esclaus nilòtics capturats a prop del Nil. Els sultans van poder obtenir aquests esclaus a conseqüència de la conquesta d'Egipte l'any 1517, el que els hi va donar accés directe a les caravanes d'esclaus que empraven aquestes rutes. La conquesta del nord-est del Sudan, a la dècada de 1550, va continuar expandint les fronteres de l'imperi i l'accés a les caravanes d'esclaus que empraven rutes comercials a través del Sudan. Els militars castrats als estats musulmans i turcs a l'edat mitjana van ser reclutats per servir al palau des dels temps del sultà Mehmet I. Aquests eunucs eren entrenats al palau i tenien l'encàrrec de vigilar l'harem, pujant de rang després de servir en molts llocs. Els eunucs de l'harem i l'organització de l'harem es trobaven sota el comandament del Cap de l'harem, que també s'anomenava Kizlar Aghasi (Mestre de les Nenes) o Cap Eunuc Negre. Supervisaven els sectors on vivia la població femenina del palau. Van tenir influència al palau i, més tard, van tenir accés directe al Sultà i a la família del sultà, cosa que els va fer molt poderosos.
L'oficina de l'Eunuc Cap de l'Harem va ser creada l'any 1574. El Cap Eunuc Negre de vegades era considerat superat només pel Gran Visir (cap del govern imperial, però sovint treballava al seu propi palau o fins i tot fora, per exemple, en una campanya militar) en la confiança del Sultà, al qual hi tenia i n'arreglava l'accés (incloent-hi el seu dormitori, el ne plus ultra per cada dama de l'harem), sen també el seu missatger confidencial. Com a comandant d'un cos de l'exèrcit imperial, els alabarders ("Baltaci"), tenia la suprema dignitat militar de baixa (general).
Mentrestant, el Cap Eunuc Blanc (Kapi Aghasi), es trobava a càrrec d'entre 300 a 900 eunucs blancs com a cap del "Servei Interior" (la burocràcia del palau, controlant tots els missatges, peticions i documents estatals dirigits al Sultà), cap de l'Escola del Palau, cap porter de l'harem, cap de la infermeria i mestre de cerimònies de l'harem, i originalment l'únic que podia parlar amb el Sultà en privat. L'any 1951, Murat III va transferir els poders del blanc als eunucs negres perquè hi havia molta malversació i diversos altres crims nefasts atribuïts als eunucs blancs, però després van recuperar una mica de poder.
Durant el Sultanat de les dones (Kadinlar Saltanati), els eunucs van augmentar la seva influència política a l'aprofitar-se de sultanes menors o mentalment incompetents. Els Sultans adolescents van ser "guiats" per regències formades per la Valide Sultan, el Gran Visir i altres partidaris de la Valide i el Cap Eunuc Negre, qui va ser l'íntim i valuós còmplice de la Reina Mare i les consorts. Kösem Sultan, mare del Sultà Ibrahim I, va ser assassinada per instigació de la mare de Mehmet IV, Turhan Sultan, i pels eunucs de l'harem l'any 1651.

## Posicions en l'harem
Kizlar Aghasiː el Kizlar Agha era el Cap Eunuc Negre del palau otomà. El títol significa literalment "Cap de les Nenes", i era l'encarregat de vigilar i mantenir a les dones de l'harem.
Kapi Aghasiː Mentre que el Kizlar Aghasi era responsable de protegir la virtut de les odalisques, el Kapi Aghasi era un camarlenc de les dames. El seu nom significa "Senyor de la Porta", i ell era el cap dels Eunucs Blancs, actuant com a principal servent i procurador.
Valide Sultanː La posició més important en l'Imperi Otomà després del Sultà mateix. Com a mare del Sultà, segons la tradició islàmica ("el dret de la mare és el dret de Déu"), la Valide Sultan podia arribar a tenir una influència significativa en els assumptes de l'imperi. Tenia un gran poder i influència a la cort i era la líder visible de l'harem tot i que tenia les seves pròpies habitacions (sempre al costat de les del seu fill) i personal de l'estat. Tradicionalment, la Valide Sultan també tenia accés a considerables recursos econòmics i, sovint, finançava importants projectes arquitectònics. En particular, durant el segle XVII, durant el període conegut com a "Sultanat de les dones", una sèrie de sobirans incompetents o nens sultans van elevar el paper de les Valide Sultan a nous llocs de poder.
Les Valide Sultan més poderoses i famoses de la història de l'Imperi Otomà van serː
- Nurbanu Sultan.
- Safiye Sultan.
- Handan Sultan.
- Halime Sultan.
- Kösem Sultan.
- Turhan Hatice Sultan.

Mentre que altres menys poderoses van serː
- Ayse Hafsa Sultan.
- Mahfiruz Hatice Sultan.
- Hatice Muazzez Sultan.
- Saliha Dilasub Sultan.
- Emetullah Rabia Gülnus Sultan.

Haseki Sultanː Aquest era el títol reservat per la consort principal, la més propera al Sultà. Una Haseki Sultan tenia un lloc important en el palau, sent la dona més poderosa després de la Valide Sultan i gaudia d'un gran estatus a l'harem imperial i, generalment, tenia les habitacions a prop de la cambra del Sultà. Les haseki no tenien cap llaç familiar amb el Sultà regnant, però ocupaven un lloc més alt que les germanes i tietes del sultà, les princeses de la dinastia. El seu elevat estatus imperial derivava del fet de ser la mare d'un futur sultà potencial. Hürrem Sultan va ser la primera a ostentar el títol, ja que era la dona de Solimà el Magnífic. Mort aquest, volia que la seva consort principal i mare dels seus fills tingués el lloc més alt de l'harem, és per això que va crear el títol de Haseki Sultan, amb el propòsit d'augmentar el rang de Hürrem, per complir les funcions que normalment pertanyien a la Valide Sultan, aquest cop exercides per la consort del Sultà. Les Hasekis més poderoses van serː
- Hürrem Sultan.
- Nurbanu Sultan.
- Safiye Sutlan.

Aquest títol, generalment, lluïa més quan la Valide Sultan era morta, perquè les seves funcions eren semblants i, per tant, incompatibles.
Kadinː Entre les dones de l'harem imperial, la Kadin és la dona (o dones) que havien donat al Sultà un fill viu, preferiblement home. Kadin era l'equivalent a esposa. La primera Kadin va ser anomenada durant el regnat de Mehmet IV.
Bas Kadinː Les consorts dels primers sultans otomans s'anomenaven Bas Kadin o Birinci Kadin. La consort que portava el títol de "Bas Kadin" es trobava en el segon lloc i era la dona més poderosa després de la Valide Sultan i de la Haseki Sultan de l'harem. Abans de la creació i després de l'abolició del títol de Haseki, aquest títol era la posició més poderosa per les consorts del Sultà. Un Sultà no podia tenir més de quatre Kadin (la mateixa llei que s'empra per a les esposes legals de l'Islam). La seva posició com a possible mare de l'hereu els hi atorgava influència i poder a l'harem.
Ikbalː Per sota de la Kadin es trobava la Ikbal, les dones de l'harem amb les que el Sultà havia mantingut relacions sexuals almenys una vegada. Aquestes no havien donat necessàriament un fill al Sultà, sinó que necessitaven haver pres la seva fantasia. Moltes d'aquestes dones s'anomenaven Gözde ("Favorita") o "En l'ull", havent fet precisament això: cridar l'atenció del Sultà.
Cariyeː Aquestes eren les dones que servien a la Valide Sultan, i als fills de les Ikbal i Kadin. Podien ser promogudes a Kalfas, el que significava que obtenien la seva llibertat i guanyaven un sou; per altra banda, eren propietat del Sultà i vivien a l'harem. Aquestes dones eren lliures per sortir després de nou anys de servei.

## Percepcions occidentals de l'harem
L'harem imperial otomà, com altres aspectes de la cultura otomana i de l'Orient Pròxim, va ser representat per artistes europeus i des del segle XVIII. Artistes francesos com Jean-Auguste-Dominique Ingres i Fernand Cormon van pintar algunes de les obres d'art orientalistes més reconegudes basades en l'harem imperial. Les pintures orientalistes reflectien la visió erotitzada de l'Islam a Europa, amb el luxe, l'oci i la luxúria com a motius comuns. Hi havia una prevalença de la nuesa a les escenes de bany i la representació de la poligàmia amb diverses dones i, generalment, un home a les pintures. Les dones en aquestes pintures, sovint, eren retractades amb la pell clara, mentre que els homes van ser pintats més foscos. Els retrats de les dones notables de l'harem es trobaven menys sexualitzats i molts d'ells s'assemblaven als retrats tradicionals europeus en la seva vestimenta i trets físics. Les pintures de l'artista italià Ticià de Hürrem Sultan i de la seva filla Mihrimah Sultan són extremadament semblants al seu Retrat d'una dama, on l'única diferència notable en la roba i el tocat otomà. Dels artistes que varen il·lustrar l'harem imperial otomà, molt pocs van visitar l'imperi i tots eren homes, tenint prohibit l'ingrés a l'interior, i per això és molt possible que aquestes representacions no fossin precises ni autèntiques.